# Mer-Man
Mer-Man, izmišljeni lik iz Mattelove franšize Gospodari svemira. On je zli oceanski vojskovođa koji obitava u Kristalnom moru na planeti Eterniji i pripadnik je rase Akvatikana. Jedan je od petorice najbližih Skeletorovih suradnika i sljedbenika.

## Povijest lika
Jedan je od ranijih Skeletorovih sljedbenika i pripadnik Zlih ratnika. Podvrgnuo se Skeletoru, ali je zadržao i osobne ambicije. Vladar je podvodne rase Akvatikanaca i posjeduje vlastitu vojsku te se počesto bavi svojim intersima u Kristalnom moru i ne polaže uvijek račune Skeletoru, kod kojega dolazi na Zmijsku planinu samo po pozivu.
Posjeduje sposobnost telepatije pomoću koje zapovijeda svim oceanskim bićima.

## Originalni mini stripoviGospodari svemira
Prvi put se pojavljuje u mini stripu "He-Man i Mač Moći" (He-Man and the Power Sword) iz 1981. godine, ali je njegova pristutnost potpuno marginalna. Unatoč tome, jasno je da je jedan od zlih Skeletorovih sljedbenika koji vrši napad na dvorac Siva Lubanja. Nešto veću ulogu ima u sljedećem mini stripu "Kralj dvorca Siva Lubanja" (King of the Castle Grayskull) iz iste godine u kojem se sukobavljava s He-Man, kojeg napada pomoću svog žutog mača koji ispaljuje energetske zrake. Još zamjetniju ulogu ima u mini stripu "Borba u nebesima" (Battle in the Clouds), također iz 1981. godine, u kojem se dogovara sa Skeletorom da može preuzeti He-Manov oklop i oružje ukoliko ga pobijedi. Iako je uspio nakratko poraziti He-Mana, He-Man i Stratos su mu uzvratili i porazili ga.

## Televizijska adaptacija lika

### He-Man i Gospodari svemira (1983. - 1985.)
U originalnoj Filmationovoj animiranoj seriji He-Man i Gospodari svemira, Mer-Man je jedan od petero glavnih Skeletorovih zlikovaca. Gospodar je ocean i potječe iz Kristalnog mora, a na Zmijsku planinu dolazi isključivo na Skeletorov poziv, gdje se pridružuje Evil-Lyn, Beast Manu, Trap Jawu i Tri-Klopsu u planiranju i provedbi Skeletorovih planova o osvajanju dvorca Sive Lubanje i stjecanju vlasti nad cijelom Eternijom.

### He-Man i Gospodari svemira (2002. - 2004.)
U novoj adaptaciji animirane serije iz 2002. godine u produkciji Mike Young Productionsa, Mer-Man je samoprpglašeni kralj oceana i vladar vlastitog podvodnog kraljevstva koji se sukobio s podvodnim vladarom drugog kraljevstva. Iako je pobijedio u bitki, na povratku je pronašao svoje kraljevstvo u ruševinama. Nakon toga se pridružio zlom čarobnjaku Keldoru te se zajedno s njime i ostalim Zlim ratnicima sukobio s kapetanom Randorom i ostalim Herojskim ratnicima u Dvorani mudrosti, da bi poslije poraza bio primoran ostati zarobljen u Tamnoj hemisferi iza Mističnog zida sa Skeletorom i ostalim ratnicima.

### Gospodari svemira: Otkriće (2021. - ....)
U Netflixovoj animiranoj seriji Gospodari svemira: Otkriće, Mer-Man je povremeni član Skeletorovih Zlih ratnika, iako ne osobito blizak. Poslije Skeletorove smrti, Mer-Man napušta Zmijsku planinu i Zle ratnike te odlazi natrag u Kristalno more gdje predvodi rasu Akvatikanaca. Tijekom vremena izgubio je vid na jedno oko i više ne nosi svoj žuti oklop.

## Sposobnosti, oružje i moći
Mer-Man posjeduje sposobnost disanja ispod površine vode i kontrolu nad svim podvodnim bićima. Od oružja posjeduje koraljni mač s dvostrukom oštricom i veliki trozubac. Nosi žuti oklop.

## Vanjske poveznice
- Mer-Man - he-man.fandom.com (engl.)